# Adiantum phanomensis
Adiantum phanomensis är en kantbräkenväxtart som beskrevs av S.Linds. och D.J.Middleton. Adiantum phanomensis ingår i släktet Adiantum och familjen Pteridaceae. Inga underarter finns listade.